# Freeware
A freeware olyan, a szerzői jog által védett szoftver, ami ingyen használható, tetszőlegesen hosszú ideig (szemben a shareware-rel, ami szintén ingyenes, de csak korlátos ideig használható). A freeware (ingyenes szoftver) nem összekeverendő a szabad szoftverrel (free software), ami bármilyen célra szabadon felhasználható, és szabadon módosítható: a freeware felhasználási módja gyakran korlátozott, például otthoni, nemkereskedelmi vagy tudományos használatra. Nem azonos a szabadon terjeszthető (angolul freely redistributable) szoftverrel sem (bár a freeware programok nagy része szabadon terjeszthető): a Internet Explorer például ingyen letölthető, de nem terjeszthető.

## Története
A freeware kifejezést Andrew Fluegelman alkotta meg, az általa írt PC-Talk kommunikációs program üzleti modelljére, bár ezt a modellt ma shareware-nek neveznénk. A shareware szó azért született meg, mert a „freeware” egy ideig Fluegelman bejegyzett védjegye volt.

## Freeware játékok

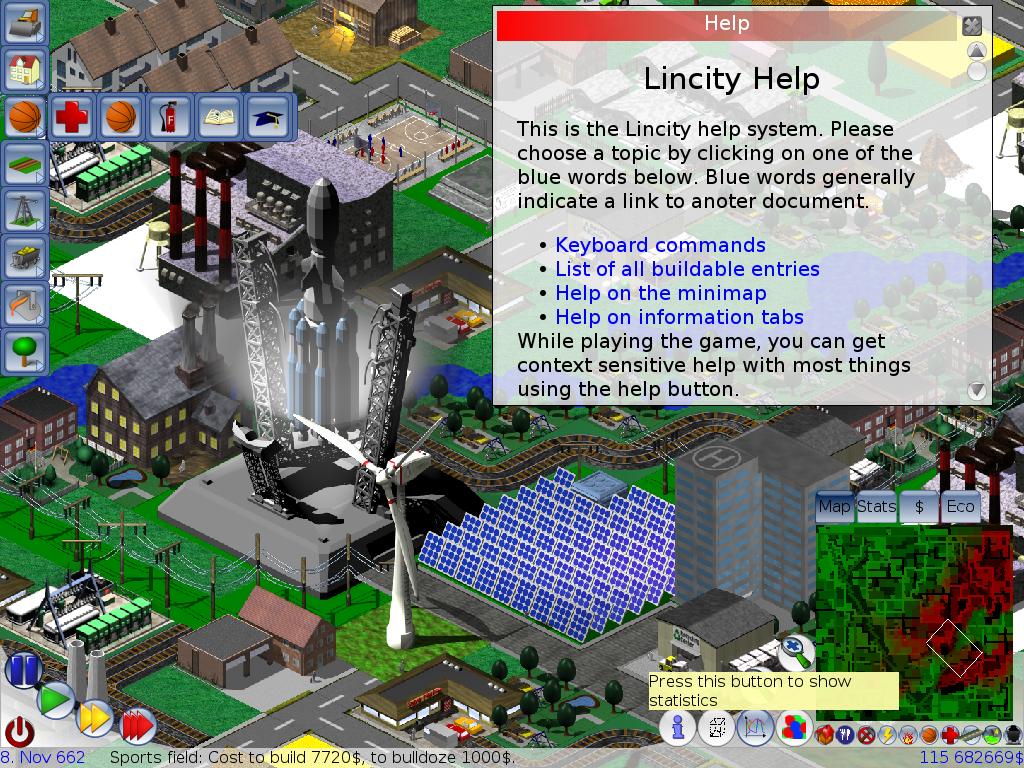
Egy kép a LinCity-NG-ből

Freeware játéknak nevezzük azon játékszoftvereket (videójátékokat vagy egyéb interaktív szórakoztató szoftvereket) amelyek szabadon, ingyen használhatóak.
Többféle ingyenes játék létezik. Van ami eredetileg kereskedelmi forgalomban volt, de már nincs hozzá támogatás, ezért ingyenesen hozzáférhetővé tettek. Ezeket abandonware játéknak nevezzük. Vannak olyan ingyenes játékok, amelyek hasonlítanak egy másik szoftverhez, de kevesebb funkciójuk elérhető vagy csak korlátozott ideig használhatóak. Ezeket demónak vagy trial-nak szokás nevezni. A demókhoz hasonló céllal készülnek a kereskedelmi forgalomban lévő játékokat reklámozó ingyenes minijátékok. Egyre népszerűbbek a nyílt forrású (open-source) játékok, amelyek többnyire több operációs rendszeren is futnak. Népszerűek továbbá a kávészünet vagy minijátékok, amelyek többnyire flash klip vagy java alkalmazás formátumúak a többféle rendszeren való használhatóság érdekében. Ezek a játékok gyengébb minőségűek mint a többi játék, és általában kétdimenziós technológiát használnak, de rövid szünetek eltöltésére kiválóan alkalmasak.
A számítástechnika fejlődése miatt a játékok folyamatosan avulnak, számos egykor csúcstechnikának számító megoldás később közönségessé vagy túlságosan régiessé válik. Emiatt néhány gyártó több régi játékát ingyenessé és/vagy szabaddá tette. Ilyenek az egykor meghatározó Command & Conquer: Tiberian Sun vagy a 3D grafikás Doom, Quake II és Quake III. Utóbbiak nem váltak ingyenessé, mert a grafikai elemekre és segédfájlokra vonatkozó jogot a gyártó Id Software továbbra is fenntartotta, viszont forráskódjuk nyilvánosságra kerülésével bármely hozzáértő készíthet ingyenes FPS-eket (és számtalan ilyen készült is). A Tiberian Sun viszont ingyenes, de forráskódja továbbra is zárt.

### Népszerű freeware játékok
- America’s Army: Az amerikai hadsereg által kifejlesztett ingyenes, realisztikus, online, első személyű lövöldözős játék (fps) igen nagy sikert aratott és már a sokadik verziót is megérte. A játék interneten is játszható a kiképzés teljesítése után.
- LinCity-NG: Ez a játék egy SimCity-klón, amelyben rengeteg, a SimCityből már ismert funkció megtalálható, de a játék még fejlesztés alatt van és a grafikája is lényegesen szerényebb, mint a nagyobb testvéréjé.
- Freeciv: Népszerű Civilization II-klón.
- Simutrans: Szállítmányozási, közlekedési és gazdasági szimulátor, stratégiai videójáték.

## Külső hivatkozások
Ingyenes és szabad szoftver lista a redbit.hu-n